# Beti Rabadżiewska-Naumowska
Beti Rabadżiewska-Naumowska (mac. Бети Рабаџиевска-Наумовска, alb. Beti Rabaxhievska-Naumovska; ur. 24 września 1973 w Resen) – północnomacedońska polityczka, działaczka Socjaldemokratycznego Związku Macedonii, deputowana do Zgromadzenia Republiki Macedonii Północnej, doktorka nauk medycznych (specjalność: otorynolaryngologia; Wydział Lekarski Uniwersytetu Świętych Cyryla i Metodego w Skopju).